# Coppa Svizzera 1937-1938
La Coppa Svizzera 1937-1938 è stata la 13ª edizione della manifestazione calcistica. È iniziata nell'agosto 1937 e si è conclusa il 29 marzo 1938. Questa edizione della coppa vide la vittoria finale del Grasshoppers.

## Regolamento
Turni ad eliminazione diretta in gara unica. In caso di parità al termine dei tempi supplementari, la partita veniva ripetuta a campo invertito.

### 1º turno eliminatorio
| Squadra 1                    | Risultato      | Squadra 2               |
| ---------------------------- | -------------- | ----------------------- |
| 29 agosto 1937               |                |                         |
| Abattoirs Ginevra            | 0 - 6          | Dopolavoro Ginevra      |
| Bulle                        | 1 - 4          | Central Friburgo        |
| Cointrin                     | 1 - 3          | Renens                  |
| Esperance Ginevra            | 1 - 4          | Club Athletique Ginevra |
| Fleurier                     | 5 - 2          | Neuveville              |
| Racing Losanna               | 2 - 0          | Malley                  |
| Sierre                       | 3 - 0          | Martigny                |
| St. Imier                    | 2 - 5          | Gloria-Sports Le Locle  |
| Tramelan                     | 4 - 0          | Sylva-Sports Le Locle   |
| Vallorbe                     | 5 - 4          | Yverdon                 |
| Villeneuve-Sports            | 1 - 5          | Sion                    |
| Xamax Neuchâtel              | 1 - 0          | Couvet                  |
| La Tour-de-Peilz             | 2 - 6          | Stade Lausanne          |
| Bienne-Boujean               | 0 - 5          | Moutier                 |
| Birsfelden                   | 2 - 1          | Olympia                 |
| Breite Basilea               | 2 - 1          | Helvetic Basilea        |
| Friburgo                     | 3 - 1          | Richemond               |
| Helvetia                     | 3 - 1          | Victoria                |
| Laufen                       | 1 - 5          | Allschwil               |
| Liestal                      | 1 - 2          | Black Stars Basilea     |
| Minerva                      | 0 - 3          | Thun                    |
| Münchenstein                 | 6 - 3          | Delémont                |
| Tavannes                     | 2 - 4          | Aurore Bienne           |
| Alstetten                    | 4 - 0          | Veltheim                |
| Bülach                       | 0 - 2          | Oerlikon/Polizei        |
| Coira                        | 1 - 0          | Ems                     |
| Flawil                       | 2 - 3          | Kreuzlingen             |
| Fortuna Zurigo               | 0 - 2          | Arbon                   |
| Romanshorn                   | 4 - 2          | Rasensport San Gallo    |
| Seebach                      | 2 - 4          | Tössfeld                |
| Töss                         | 6 - 1          | Neuhausen               |
| Uster                        | 2 - 2 (d.t.s.) | Wülflingen              |
| 5 settembre 1937 (spareggio) |                |                         |
| Wülflingen                   | 0 - 4          | Uster                   |

### 2º Turno eliminatorio
| Squadra 1                     | Risultato      | Squadra 2            |
| ----------------------------- | -------------- | -------------------- |
| 5 settembre 1937              |                |                      |
| Fleurier                      | 5 - 2          | Comete               |
| Aurore Bienne                 | 1 - 2          | Bienne-Boujean       |
| Allschwil                     | 0 - 2          | Black Stars Basilea  |
| Breite Basilea                | 5 - 1          | Münchenstein         |
| Friburgo                      | 3 - 1          | Köniz                |
| Old Boys Basilea              | 2 - 0          | Bottecchia Basilea   |
| Olten                         | 7 - 0          | Sportfreunde Basilea |
| Moutier                       | 1 - 3          | Nidau                |
| Sciaffusa                     | 1 - 2          | Frauenfeld           |
| Thun                          | 2 - 1          | Helvetia             |
| Töss                          | 5 - 3          | Romanshorn           |
| Tössfeld                      | 2 - 1          | Arbon                |
| Baden                         | 4 - 2          | Wiedikon             |
| Höngg                         | 0 - 3          | Adliswil             |
| Langnau                       | 2 - 4          | FC Zugo              |
| Lachen/Altendorf              | 4 - 1          | Rapperswil-Jona      |
| Melide                        | 1 - 2          | G.C.Luganesi         |
| Schönenwerd-Niedergösgen      | 1 - 0          | Trimbach             |
| Thalwil                       | 6 - 1          | Wetzikon             |
| Ticinesi                      | 1 - 2          | Industrie Zurigo     |
| Wädenswil                     | 2 - 3          | Horgen               |
| Wipkingen                     | 0 - 4          | Küsnacht             |
| Wohlen                        | 2 - 0          | Turgi                |
| Unterentfelden                | 2 - 2 (d.t.s.) | Gränichen            |
| 12 settembre 1937 (spareggio) |                |                      |
| Gränichen                     | 5 - 3          | Unterentfelden       |

### 3º turno eliminatorio
| Squadra 1                     | Risultato      | Squadra 2               |
| ----------------------------- | -------------- | ----------------------- |
| 12 settembre 1937             |                |                         |
| Chênois                       | 1 - 3          | Dopolavoro Ginevra      |
| Racing Losanna                | 2 - 1          | Central Friburgo        |
| Sierre                        | 4 - 0          | Sion                    |
| Tramelan                      | 3 - 1          | Gloria-Sports Le Locle  |
| Vallorbe                      | 0 - 3          | Stade Lausanne          |
| Xamax Neuchâtel               | 2 - 1          | Fleurier                |
| Birsfelden                    | 0 - 1          | Old Boys Basilea        |
| Zofingen                      | 2 - 1          | Fulgor Grenchen         |
| Adliswil                      | 1 - 2          | Baden                   |
| Horgen                        | 1 - 5          | Lachen/Altendorf        |
| Kreuzlingen                   | 5 - 3          | Frauenfeld              |
| Küssnacht am Rigi             | 0 - 4          | Oerlikon/Polizei        |
| Schönenwerd-Niedergösgen      | 7 - 0          | Muhen                   |
| Thalwil                       | 0 - 2          | Coira                   |
| Uster                         | 2 - 3          | Alstetten               |
| FC Zugo                       | 3 - 2          | Industrie Zurigo        |
| Renens                        | 2 - 2 (d.t.s.) | Club Athletique Ginevra |
| 26 settembre 1937 (spareggio) |                |                         |
| Club Athletique Ginevra       | 1 - 2          | Renens                  |
| 26 settembre 1937 (recupero)  |                |                         |
| Wohlen                        | 8 - 2          | Gränichen               |

### Trentaduesimi di finale
| Squadra 1          | Risultato      | Squadra 2                |
| ------------------ | -------------- | ------------------------ |
| 3 ottobre 1937     |                |                          |
| Aarau              | 6 - 1          | Black Stars Basilea      |
| Altstetten         | 2 - 0          | Töss                     |
| Breite Basilea     | 2 - 12         | Basilea                  |
| Bellinzona         | 1 - 0          | G.C.Luganesi             |
| Cantonal Neuchâtel | 2 - 3          | Bienne                   |
| Coira              | 2 - 1          | Lachen/Altendorf         |
| Friburgo           | 3 - 2          | Helvetia                 |
| Grasshoppers       | 6 - 1          | Baden                    |
| Grenchen           | 4 - 2          | Soletta                  |
| Kickers Lucerna    | 1 - 3          | SCI Juventus Zurigo      |
| Kreuzlingen        | 3 - 1          | Brühl                    |
| La Chaux-de-Fonds  | 1 - 0          | Concordia Yverdon        |
| Lucerna            | 3 - 0          | Locarno                  |
| Lugano             | 8 - 0          | Chiasso                  |
| Monthey            | 5 - 3          | Montreux-Sports          |
| Nidau              | 1 - 4          | Bienne-Boujean           |
| Nordstern          | 2 - 0          | Concordia Basilea        |
| Oerlikon/Polizei   | 1 - 0          | Zurigo                   |
| Olten              | 2 - 1          | Derendingen              |
| Porrentruy         | 2 - 1 (d.t.s.) | Old Boys Basilea         |
| Renens             | 1 - 2          | Urania Ginevra           |
| San Gallo          | 3 - 2          | Winterthur               |
| Sciaffusa          | 3 - 2          | Tössfeld                 |
| Servette           | 3 - 0          | Dopolavoro Ginevra       |
| Sierre             | 1 - 4          | Losanna                  |
| Tramelan           | 6 - 3          | Neuchâtel Xamax          |
| Vevey              | 7 - 2          | Stade Lausanne           |
| Young Boys         | 2 - 1          | Berna                    |
| Young Fellows      | 5 - 1          | Blue Stars Zurigo        |
| Zofingen           | 3 - 2          | Schönenwerd-Niedergösgen |
| FC Zugo            | 3 - 1          | Wohlen                   |
| Forward            | 0 - 0 (d.t.s.) | Racing Losanna           |

### Sedicesimi di finale
| Squadra 1           | Risultato      | Squadra 2         |
| ------------------- | -------------- | ----------------- |
| 7 novembre 1937     |                |                   |
| Aarau               | 2 - 0          | Olten             |
| Basilea             | 5 - 1          | Bellinzona        |
| Bienne              | 1 - 2          | Grenchen          |
| Coira               | 0 - 2          | Sciaffusa         |
| Forward             | 1 - 2          | Servette          |
| Grasshoppers        | 2 - 0          | Kreuzlingen       |
| SCI Juventus Zurigo | 2 - 5 (d.t.s.) | San Gallo         |
| Nordstern           | 0 - 1          | Lucerna           |
| Porrentruy          | 1 - 0          | Friburgo          |
| Tramelan            | 1 - 2          | La Chaux-de-Fonds |
| Urania Ginevra      | 0 - 2          | Losanna           |
| Vevey               | 1 - 0          | Monthey           |
| Young Boys          | 2 - 1          | Bienne-Boujean    |
| Young Fellows       | 5 - 0          | Oerlikon/Polizei  |
| Zofingen            | 2 - 5          | Lugano            |
| FC Zugo             | 1 - 0          | Altstetten        |

### Ottavi di finale
| Squadra 1         | Risultato      | Squadra 2     |
| ----------------- | -------------- | ------------- |
| 5 dicembre 1937   |                |               |
| Basilea           | 0 - 1          | Grasshoppers  |
| Grenchen          | 4 - 1          | Porrentruy    |
| La Chaux-de-Fonds | 2 - 1          | Young Boys    |
| Lugano            | 2 - 0          | Lucerna       |
| Sciaffusa         | 2 - 4          | Young Fellows |
| San Gallo         | 7 - 4 (d.t.s.) | FC Zugo       |
| Servette          | 6 - 0          | Aarau         |
| Vevey             | 1 - 1 (d.t.s.) | Losanna       |
| Losanna           | 5 - 1          | Vevey *       |

- Ripetizione giocata il 2 gennaio 1938.

### Quarti di finale
| Squadra 1         | Risultato | Squadra 2         |
| ----------------- | --------- | ----------------- |
| 13 febbraio 1938  |           |                   |
| Lugano            | 2 - 0     | Losanna           |
| Servette          | 2 - 1     | Grenchen          |
| Young Fellows     | 7 - 2     | San Gallo         |
| La Chaux-de-Fonds | rinv.     | Grasshoppers      |
| Grasshoppers      | 2 - 1     | La Chaux-de-Fonds |

### Semifinali
| Squadra 1     | Risultato | Squadra 2    |
| ------------- | --------- | ------------ |
| 6 marzo 1938  |           |              |
| Servette      | 5 - 4     | Lugano       |
| Young Fellows | 1 - 4     | Grasshoppers |

### Finale
| Arbitro: | Wunderlin (Basilea) |

|                                                                                             |            |                                                                                        |
| Bickel 6’ Artimovics 43’                                                                    | Marcatori  | 32’ Wengen 78’ (rig.) Abegglen Trello                                                  |
| Huber Weiler II Minelli Rauch Vernati Springer Krismer Xam Abegglen Artimovics Rupf Bickel. | Formazioni | Feuz Lörtscher Marad Oswald Wenger Guinchard Aeby Max Abegglen Belli Walaschek Tanner. |
| Karl Rappan                                                                                 | Allenatori | Max Abegglen                                                                           |

### Finale ripetuta
| Arbitro: | Meyer (Losanna) |

|                                                                                           |            |                                                                                         |
| Artimovics 2’ Fauguel 19’, 68’, 81’ Rupf 56’                                              | Marcatori  | 41’ Walaschek                                                                           |
| Huber Minelli Springer Vernati Rauch Xam Abegglen Bickel Rupf Artimovics Fauguel Krismer. | Formazioni | Feuz Marad Lörtscher Guinchard Wenger Oswald Buchoux Max Abegglen Walaschek Belli Aeby. |
| Karl Rappan                                                                               | Allenatori | Max Abegglen                                                                            |

## Fonti e bibliografia
Giornali
- Gazzetta Ticinese, annate 1937 e 1938.
- L'Express, annate 1937 e 1938.
- L'Impartial, annate 1937 e 1938.
- Le Temps, annate 1937 e 1938.
- Tribune de Lausanne, annate 1937 e 1938.